# Ca l'Arquer (Arenys de Munt)
Ca l'Arquer és una masia del municipi d'Arenys de Munt protegida com a bé cultural d'interès local.

## Descripció
És una masia situada als afores d'Arenys de Munt a l'inici de la Riera Vallalta. Ha estat restaurada. Consta de planta baixa i un pis, la teulada és a quatre vessants, de teules. A la façana principal hi ha un portal de pedra d'arc de mig punt amb dovelles. A sobre d'aquesta hi ha una gran finestra coronella, però no és originària d'aquí, sinó que és importada. S'han respectat tanmateix uns finestrals gòtics amb arcs conopials amb una petita decoració de caps, del segle xv, que encara estan a la façana principal. Hi ha un rellotge de sol. La façana posterior ha estat més restaurada i no conserva el seu estat original.
Dins de la casa, concretament a la bodega, hi ha l'entrada a un túnel fet primer de maó, i més endavant excavat en el sauló i la pedra. Té una profunditat de 20 m. Forma tres angles molt oberts i acaba en una ampla cel·la rodona. Al centre hi ha un pilar massís d'1,3 m de diàmetre. Hi ha un banc perifèric i per sobre de la paret, set fornícules. Entre la tercera i la quarta, a mà esquerra, hi ha una creu de 70 cm d'alçada, feta per dues senzilles línies sobre un sòcol triangular; sembla una creu càtara.

## Història
Entre el segle xi i XII es va fundar la primitiva casa dels Goscons. Els estadants prengueren el nom del paratge. Més endavant una pubilla Goscons es casà amb un Arquer. Aquest nom ha perdurat fins ara; fins al setembre de 2019 va pertànyer a Joaquim Arquer i Cladellas. Desde llavors fou adquirit per Life Changing Experience Barcelona S.L.
Hi ha un hipogeu del segle xi a la casa, i un altre que resta tapiat. Antigament, a aquests túnels se'ls anomenava "fresquera", ja que es feien servir per guardar els aliments. De totes maneres el seu origen i la seva utilitat no són molt clares.